# Oolemma
Oolemma – błona komórkowa oocytu.
W trakcie zapłodnienia oolemma łączy się z błoną plemnika niespecyficznie gatunkowo. W tym procesie uczestniczą receptory zbudowane z integryn (α i β) łączące się z fibrynonektyną (białko na błonie plemnika).
Oolemma otoczona jest osłonką przejrzystą.